# Outarde de Ludwig
Pour les articles homonymes, voir Outarde.
Neotis ludwigii
Espèce
Statut de conservation UICN

 EN A4cd : En danger
Statut CITES
L'Outarde de Ludwig (Neotis ludwigii) est une espèce d'oiseaux de la famille des Otididae.

## Répartition
Cet oiseau nommé d'après le baron von Ludwig vit en Angola, au Botswana, au Lesotho, en Namibie et en Afrique du Sud.